# Йоханнесен, Бьярки
Бья́рки Йоха́ннесен (фар. Bjarki Johannesen; род. 31 мая 1992 года в Тофтире, Фарерские острова) — фарерский футболист и стайер, полузащитник клуба «Б68».

## Биография
Бьярки является воспитанником тофтирского «Б68». Он дебютировал за дублирующий состав 7 июня 2008 года в матче против второй команды «Вуйчингура». Свою первую игру за первую команду «Б68» в фарерской премьер-лиге Бьярки сыграл через 3 сезона. Это была встреча с «07 Вестур», состоявшаяся 22 мая 2011 года. Полузащитник вышел на поле на 82-й минуте, заменив Ахмеда Кейта, и через 6 минут отметился победным голом. Всего в своём дебютном сезоне Бьярки провёл 14 матчей в высшем дивизионе, забив в них 2 мяча. В 2012 году он стал твёрдым игроком основы тофтирцев и принял участие в 23 встречах, отличившись 1 раз. По итогам сезона «Б68» опустился в первый дивизион, но Бьярки не покинул родной клуб и помог ему оформить быстрое возвращение в премьер-лигу. В 2014 году полузащитник сыграл в 9 матчах фарерского первенства, а его команда снова понизилась в классе. В сезоне-2015 Бьярки внёс свой вклад в возвращение «Б68» в элиту, забив 1 гол в 9 играх. С 2016 года полузащитник ни разу не сыграл за первую команду тофтирцев, несмотря на попадание в заявки на сезон. На регулярной основе он выступает за второй и третий составы «Б68».
С 2020 года Бьярки совмещает футбольную карьеру с лёгкой атлетикой, участвуя в забегах на 10 км и больше. Он дебютировал на новогоднем полумарафоне 2020, заняв там 8-е место. В том же году Бьярки финишировал на 2-м месте во время открытого чемпионата Фарерских островов и выиграл III раунд зимнего соревнования в Коллафьёрдуре. В январе 2021 года он одержал победу в IV раунде зимнего соревнования, проходившем в Сёрвоавуре.

## Достижения
«Б68»
- Победитель первого дивизиона (1): 2013